# El Rosario, Zimatlán de Álvarez
El Rosario är en ort i Mexiko.   Den ligger i kommunen Zimatlán de Álvarez och delstaten Oaxaca, i den sydöstra delen av landet, 400 km sydost om huvudstaden Mexico City. El Rosario ligger 1 646 meter över havet och antalet invånare är 124.
Terrängen runt El Rosario är kuperad västerut, men österut är den platt. Runt El Rosario är det ganska tätbefolkat, med 172 invånare per kvadratkilometer. Närmaste större samhälle är Santa Cruz Xoxocotlán, 18,3 km nordost om El Rosario. Omgivningarna runt El Rosario är en mosaik av jordbruksmark och naturlig växtlighet.